# PowerDVD
CyberLink PowerDVD je multimediální přehrávač pro Microsoft Windows. Je dostupný v edicích Ultra, Deluxe a Standard. Všechny edice podporují zobrazování DVD, Ultra edice navíc podporuje blu-ray včetně přehrání 3D obsahu. PowerDVD je distribuován pomocí fyzických nosičů nebo jej lze stáhnout z webových stránek CyberLink.

## PowerDVD 11
PowerDVD 11 funguje jako univerzální přehrávač filmů, videí hudby a fotografií. PowerDVD 11 má novou funkcí TrueTheater, což je vylepšení, které dokáže stabilizovat roztřesené video nebo upravit obraz DVD na HD. Obsahuje též podporu sociálních sítí Facebook, YouTube a Flickr, takže je možné obsah snadno nahrávat a sdílet prostřednictvím těchto stránek a díky technologii již zmiňované TrueTheater lze obsah ze sociálních sítí přehrávat ve zvýšené kvalitě. Dále také podporuje přehrávání odkudkoliv – umožní přehrávat z přenosných zařízení Apple nebo Android, z DLNA serverů a majitelům přístrojů iPhone, iPad, iPod Touch nabízí stažení aplikace PowerDVD Remote (pro verzi Ultra je zdarma), která dokáže přeměnit tato zařízení v plnohodnotný dálkový ovladač PowerDVD a také jako mouse pad s podporou multi touch. K některým dalším funkcím patří převod videa z 2D do 3D, plynulejší přehrávání blu-ray a přehrávání různých video formátů a titulků.
Verze Deluxe nabízí navíc přehrávání DivX Pro, CPRM, VCPS souborů, dále DVD-AUDIO playback, DTS Decoding a navíc obsahuje Dolby Virtual Speaker a DTS Digital Suround.